# Kuźniczka (Grande-Pologne)
Pour les articles homonymes, voir Kuźniczka.
Kuźniczka (prononciation : [kuʑˈnit͡ʂka]) est un  village polonais de la gmina de Wieleń dans le powiat de Czarnków-Trzcianka de la voïvodie de Grande-Pologne dans le centre-ouest de la Pologne.
Il se situe à environ 8 kilomètres au nord-est de Wieleń (siège de la gmina), à 24 kilomètres à l'ouest de Czarnków (siège du powiat), et à 77 kilomètres au nord-ouest de Poznań (capitale de la Grande-Pologne).

## Histoire
De 1975 à 1998, le village faisait partie du territoire de la voïvodie de Piła.

Depuis 1999, Kuźniczka est situé dans la voïvodie de Grande-Pologne.